# Platybrotica
Platybrotica is een geslacht van kevers uit de familie bladkevers (Chrysomelidae).
De wetenschappelijke naam van het geslacht werd in 2004 gepubliceerd door Cabrera & Cabrera Walsh.

## Soorten
- Platybrotica misionensis Cabrera & Cabrera Walsh, 2004